# Verschmelzung (Grammatik)
Verschmelzung ist die Kontraktion (Zusammenziehung) zweier Wörter aus verschiedenen Wortarten zu einem Schmelzwort. Im Standarddeutschen besteht sie zumeist aus einer bestimmten Präposition sowie einem dazu passenden Artikel und im Allgemeinen aus häufig gesprochenen Wortgruppen, die sich durch die in einer Sprache vorhandenen Regeln der Koartikulation leicht zusammenziehen lassen.
Schmelzwörter werden im Allgemeinen häufiger in der Umgangssprache, in der Lyrik, in möglichst kurzen Überschriften und so weiter verwendet als in der gehobenen Standard- oder Schriftsprache.

## Deutsch

### Offizielle Schmelzwörter
Beispiele für amtliche Schmelzwörter des Deutschen sind:
- zum ← zu (Präposition) + dem/einem (bestimmter oder unbestimmter Artikel) – der/das/ein im Dativ;
- zur ← zu + der/einer – die/eine im Dativ;
- im ← in + dem – der/das im Dativ;
- ins ← in + das – das im Akkusativ.

### Schmelzwörter der gesprochenen Sprache
Beispiele aus der gesprochenen Sprache sind im Deutschen:
- durchs ← durch + das – das im Akkusativ;
- fürs ← für + das – das im Akkusativ;
- unterm ← unter + dem – das im Dativ.

Aus dem Nord- und Mitteldeutschen:
- so'n ← so/solch + ein;

Beispiele aus dem Rheinischen:
- daddet ← dass + sie/es/das;
- hammer ← haben + wir;
- hömma ← hör + mal;
- schapp ← ich + habe;
- willzte? ← willst + Du.

Beispiele aus dem Kölschen:
- lommer ← lohß + mer – (lasst uns);
- Jommer ← Jon + mer? / Mer + jon. – beides je ein vollständiger Satz (Gehen wir? Wir gehen.);
- kaaischnit ← kann + esch + nit – ([das] kann ich nicht);
- küttä ← kütt + hä/dä – (kommt er).

Beispiele aus dem Eschweiler Platt:
- semme ← sen + mie – (sind wir);
- hamme ← han + mie – (haben wir);
- womme ← wolle + mie – (wollen wir);
- wämme ← wän + mie – (wenn wir);
- mösseme ← mösse + mie – (müssen wir).

Beispiele aus dem Bairisch-Österreichischen:
- samma ← san + mir – (sind wir);
- gemma ← geh + mir -(gehen wir);
- därma ← dä + mir -(tun wir);
- dadma ← dadn + mir -(täten wir).

#### Lautauslassungen durch Apostrophe
Das Weglassen von Lauten (Elision), das im Schriftlichen oft durch einen Apostroph als Auslassungszeichen markiert wird, sollte nicht mit Schmelzwörtern verwechselt werden, wobei es aber auch Überschneidungen geben kann, wie oben bereits aufgeführt. Im Deutschen:
- ausm, aus’m ← aus + dem – das/der im Dativ;
- in’m ← in + einem – ein im Dativ;
- durch’n ← durch + ein/den – ein im Akkusativ.

## Englisch
Im Englischen gibt es eine Vielzahl von Schmelzwörtern, wobei bei den meisten ein Vokal „geschluckt“ wird, welches in der Schriftsprache dann durch ein Apostroph ersetzt wird, wie zum Beispiel bei I’m für „I am“. Manchmal gibt es auch noch andere Änderungen wie bei won’t für „will not“. Diese Verschmelzungen werden vor allem in der gesprochenen und der informellen Schriftsprache genutzt und sollten in der formellen Schriftsprache vermieden werden.
Die hauptsächlichen Verschmelzungen sind hier aufgelistet.
| Normalform         | Verschmelzung     | Anmerkungen |
| ------------------ | ----------------- | --- |
| not                | -n’t              | Unregelmäßige Formen: „ain’t“, „don’t“, „won’t“, „shan’t“. „n’t“ kann nur an Hilfs- bzw. Modalverben angeschlossen werden, die nicht schon verkürzt worden sind. |
| let us             | let’s             | |
| I am               | I’m               | |
| are                | -’re              | we’re /wɪr/ wird in manchen Dialekten anders als were /wɜr/ ausgesprochen.                                                                                       |
| is                 | -’s               | |
| does               | -’s               | informell, wie zum Beispiel in: „What’s he do there every day?“ (Was macht er dort jeden Tag?)                                                                   |
| has                | -’s               | |
| have               | -'ve              | |
| had                | -’d               | |
| did                | -’d               | informell, wie zum Beispiel in: „Where’d she go?“ (Wo ist sie hingegangen?)                                                                                      |
| would/should/could | -’d               | |
| will               | -’ll              | |
| of                 | o’                | bei o’clock genutzt; heute ist die volle Form „of the clock“ veraltet bis unbekannt.                                                                             |
| it                 | ’t-               | veraltet |
| them               | ’em               | Als informell wahrgenommen. Kommt ursprünglich von hem, was nicht das Gleiche ist wie them, ein nordisches Lehnwort.                                             |
| is not             | isn’t, oder ain’t | ain’t steht für am not und erst in der heutigen Sprache für is not; es wird daher in dieser Variante gemeinhin als umgangssprachlich angesehen.                  |

Einige andere vereinfachte Aussprachen von Wortgruppen, die auch als Fälle von Elision dargestellt werden können, können auch als (nicht standardmäßige) Schmelzwörter angesehen werden. Diese sind meistens nicht in der Standardsprache verankert, werden aber durchaus in der Schriftsprache genutzt. Beispiele dafür sind wanna für want to, gonna für going to, y'all für you all.
Bei der sogenannten subject–auxiliary inversion, bei der das Hilfsverb mit dem Subjekt den Platz tauscht, tauscht die ganze verkürzte Form und nicht nur das Hilfsverb den Platz. Die Frageform von He won’t go zum Beispiel ist Won’t he go, wohingegen das unverkürzte Pendant Will he not go? lautet, daher das not dem Subjekt und nicht dem Hilfsverb folgt.

## Französisch
Die Französische Sprache kennt viele Verkürzungen, die der englischen Variante ähnlich sind, allerdings zwangsläufig auftreten wie bei C'est la vie („That's life“), wo c’est für ce + est („das ist“) steht. Diese Bildung von Wörtern wird Elision genannt.
Im Allgemeinen wird jedes einsilbige Wort, das auf ein e caduc (Schwa) endet, mit dem nächsten Wort verschmolzen, wenn dieses mit einem Vokal, mit einem stummen h (h muet) oder mit y beginnt. Zusätzlich zu ce → c’ (das Demonstrativpronomen dieses), sind das die Wörter que → qu’ (Konjunktion, Relativpronomen oder Interrogativpronomen „wie“), ne → n’ („nicht“), se → s’ („sich“ vor einem Verb), je → j’ („ich“), me → m’ („mir“ oder „mich“ vor einem Verb), te → t’ („dir“ oder „dich“ vor einem Verb), le → l’ („der“ oder „ihn“ vor einem Verb oder nach einem Verb im Imperativ und vor y oder en) und de → d’ („von“). Alle diese Verkürzungen sind zwingend. Man schreibt oder sagt daher nie ce est or que elle, sondern benutzt die verkürzte Form.
Der Artikel la („die“) muss vor Wörtern, die mit einem Vokal beginnen, zu l’ verkürzt werden wie bei l'idée und wenn la als Objektpronomen genutzt wird, vor einem Verb oder nach einem Verb im Imperativ und vor y oder en.
Moi („mich“) und toi („dich“) muss nach einem Verb im Imperativ und vor y oder en zu m’ und t’ verkürzt werden.
Außerdem muss eine Wiederholung von gleichen Klängen vermieden werden, zum Beispiel bei der Präposition si („wenn“) gefolgt von il („er“) oder ils („sie“), da sonst zwei i’s aufeinandertreffen würden. si il wird dabei zu s'il („wenn er“) und si ils wird s'ils („wenn sie“).
Einige Präpositionen müssen auch mit den bestimmten Artikeln verschmolzen werden. au steht für à le, aux für à les, du für de le und des für de les. Die Verschmelzung von cela („dieses“) zu ça hingegen ist informell.
In der gesprochenen Sprache wird das Personalpronomen manchmal mit dem folgenden Verb verschmolzen. Zum Beispiel wird je ne sais pas (ʒənəsɛpa, „Ich weiß nicht“) umgangssprachlich auch als chais pas (ʃɛpa) ausgesprochen. Hier wird das ne vollkommen weggelassen und das ʒ vom je wird mit dem s von sais vermischt.

## Italienisch
Im Italienischen werden Präpositionen mit direktem Artikel verschmolzen. Die Präpositionen a, da, di, in, su, con un per in Kombination mit den verschiedenen Varianten der Artikel il, lo, la, l', i, gli, gl', und le.
|     | il    | lo      | la      | l'      | i     | gli     | (gl')   | le      |
| --- | ----- | ------- | ------- | ------- | ----- | ------- | ------- | ------- |
| a   | al    | allo    | alla    | all'    | ai    | agli    | (agl')  | alle    |
| da  | dal   | dallo   | dalla   | dall'   | dai   | dagli   | (dagl') | dalle   |
| di  | del   | dello   | della   | dell'   | dei   | degli   | (degl') | delle   |
| in  | nel   | nello   | nella   | nell'   | nei   | negli   | (negl') | nelle   |
| su  | sul   | sullo   | sulla   | sull'   | sui   | sugli   | (sugl') | sulle   |
| con | col   | (collo) | (colla) | (coll') | coi   | (cogli) |         | (colle) |
| per | (pel) | (pello) | (pella) | (pell') | (pei) | (pegli) |         | (pelle) |

- Verschmelzungen mit a, da, di, in, und su sind verpflichtend, wohingegen die mit con und per optional sind.
- Die Wörter in Klammern werden nicht mehr genutzt, existieren aber noch in Ausdrücken wie colla voce.
- Früher wurde gl bei Wörtern die mit i beginnen genutzt, ist aber heute kaum noch in Gebrauch.

Die Wörter ci und è („ist“) und die Wörter vi und è werden zu c'è und v'è verkürzt (beides heißt „da ist“ oder „es gibt“). Ähnliches passiert mit anderen auf e beginnenden Formen des Verbs essere („sein“), z. B. c'era („es war“).
Die Wörter dove und è werden zu dov'è verschmolzen („wo ist“).

## Spanisch
Im Spanischen gibt es zwei zwingend notwendige Verschmelzungen zwischen Artikeln und Pronomen: al (an dem / am) für a el und del (von dem / vom) für de el (nicht zu verwechseln mit a él, was zu ihm bedeutet, und de él, was von ihm bzw. sein bedeutet).
Einige andere Verschmelzungen waren im 17. Jahrhundert im Sprachgebrauch verankert. Die meisten von ihnen bestanden aus de + Personal- und Demonstrativ-Pronomen: destas für de estas (von diesen, fem.), daquel für de aquel (von diesem, masc.), dél für de él (von ihm) etc. Außerdem noch feminine Artikel vor Wörtern beginnend mit a-: l'alma (die Seele) für la alma, jetzt el alma (dennoch weiterhin fem.). Einige Demonstrativpronomen wurden wie folgt verkürzt: aquí (hier) + Pronomen, oder Pronomen + otro/a (andere): aqueste, aqueso, estotro usw. Das moderne aquel (jener, masc.) ist das einzige Überbleibsel dieser Verschmelzungen. Auch die Personalpronomen nosotros (wir) und vosotros (ihr) sind Reste dieser alten Sprachgepflogenheiten. In alten Texten wurden die unbetonten Wörter oft verkürzt, so dass Wörter wie todol für todo el (alle die, masc.), ques für que es (welches ist), yas für ya se, dome für de ome = de hombre entstanden.
Außerdem wird bei der Verwendung von „con“ mit „mi“, „ti“ oder „si“ ein Schmelzwort genutzt, dass conmigo für con mí (mit mir), contigo für con ti (mit dir), consigo für con sí (mit ihm) geschrieben wird.

## Portugiesisch
Im Portugiesischen sind Verschmelzungen häufiger und geläufiger als im Spanischen. Einzelne Präpositionen verschmelzen häufig mit anderen Artikeln und Pronomen. Zum Beispiel de und por verbinden sich mit den Artikeln o und a, woraus dann do, da und pelo, pela entstehen. Die Präposition de verbindet sich mit den Pronomen ele und ela (er, sie) und fördert die Kombinationen dele, dela (sein, ihr) zutage. Außerdem gibt es Verschmelzungen zwischen bestimmten Verbformen und Objektpronomen, z. B. verschmilzt der Infinitiv amar (lieben) mit dem Personalpronomen a bzw. o (sie bzw. ihn, Akk.) zu amá-la bzw. amá-lo (sie/ihn lieben).

## Norwegisch
In der norwegischen Schriftsprache treten keine Verschmelzungen und Verkürzungen auf. In der gesprochenen Sprache Verkürzungen kommen sie hingegen durchaus vor. Diese Eigenheiten variieren von Dialekt zu Dialekt und zwischen den sozialen Klassen. Relativ gebräuchliche Verkürzungen sind jakke für jeg har ikke „Ich habe nicht“, ausgesprochen wie „jäi har ikke“, und dække für det er ikke „es ist nicht“, ausgesprochen wie „deh ar ikke“.
In einigen Fällen kann es sein, dass selbst lange Sätze zu einem Wort verbunden werden, indem Konsonanten, Vokale und Leerstellen ausgelassen werden. Ein Beispiel für einen solchen Satz ist Det ordner seg av seg selv „Das wird sich schon finden“, im Bokmål standardsprachlich ausgesprochen wie „Deh vill ordne säi av säi sell“, in der gesprochenen Sprache aber wie „dånesæsæsjæl“ („donesäsäschäl“).

## Latein
Im Latein gibt es einige Schmelzwörter. Ein Beispiel ist das Verb nolo „ich will nicht“, welches aus der Verschmelzung von non volo (volo heißt „ich will“) entstanden ist.

## Chinesisch
Im klassischen Chinesisch findet man einige Schmelzwörter, von denen einige auch im modernen Chinesisch genutzt werden.
| Langform | Transliteration | Verschmelzung | Transliteration | Anmerkungen |
| -------- | --------------- | ------------- | --------------- | --- |
| 之乎     | tjə ga          | 諸            | tjᴀ             | In selteneren Fällen kann 諸 auch die Verkürzung für 有之乎 sein. 諸 kann außerdem auch alleinstehend mit der Bedeutung „Alle, die der Klasse … angehören“, wie bei 諸侯 was „alle Feudalherren“ bedeutet |
| 若之何   | njᴀ tjə gaj     | 奈何          | najs gaj        | |
| 於之     | ʔa tjə          | 焉            | ʔrjan           | 於之 wird überhaupt nicht genutzt, sondern lediglich 焉. |
| 之焉     | tjə ʔrjan       | 旃            | tjan            | Selten. |
| 于之     | wja tjə         | 爰            | wjan            | Selten. Die Präpositionen 於, 于, und 乎 sind unterschiedlicher Herkunft, können aber alle gleich benutzt werden (mit Ausnahme von 乎, was auch als Fragepartikel genutzt werden kann).                   |
| 如之     | nja tjə         | 然            | njan            | |
| 曰之     | wjot tjə        | 云            | wjən            | |
| 不之     | pjə tjə         | 弗            | pjət            | |
| 毋之     | mja tjə         | 勿            | mjət            | 弗 und 勿 waren ursprünglich keine Schmelzwörter, wurden aber zur Zeit der Streitenden Reiche als solche neu erfunden.                                                                                    |
| 而已     | njə ljəʔ        | 耳            | njəʔ            | |
| 胡不     | ga pjə          | 盍            | gap             | 胡 ist eine Variante von 何. |
| 也乎     | ljᴀjʔ ga        | 與            | ljaʔ            | Auch als 歟 geschrieben |
| 也乎     | ljᴀjʔ ga        | 邪            | zjᴀ             | Ach als 耶 geschrieben. Vermutlich ein Dialekt von 與. |
| 不乎     | pjə ga          | 夫            | pja             | 夫 hat viele weitere Bedeutungen |

## Japanisch
Einige Verschmelzungen in der schnell gesprochenen Sprache sind ~っす (-ssu) für です (desu) und すいません (suimasen) für すみません (sumimasen). では (dewa) wird oft zu じゃ (ja) verkürzt. In einigen Fällen wird der Partikel の (no) zu ん (n) verkürzt.
Nach einigen Verben auf ~て (-te)werden einige Hilfsverben abgekürzt. Beispiele:
| Originalform                             | Transliteration                                   | Verschmelzung                      | Transliteration                    |
| ---------------------------------------- | ------------------------------------------------- | ---------------------------------- | ---------------------------------- |
| ~ている/~ていた/~ています/etc.           | -te iru / -te ita / -te imasu / etc.              | ~てる/~てた/~てます/etc.           | -te ru / -te ta / -te masu / etc.  |
| ~ていく/~ていった/etc.*                  | -te iku / -te itta / etc.*                        | ~てく/~てった/etc.*                | -te ku / -te tta / etc.*           |
| ~ておく/~ておいた/~ておきます/etc.       | -te oku / -te oita / -te okimasu / etc.           | ~とく/~といた/~ときます/etc.       | -toku / -toita / -tokimasu / etc.  |
| ~てしまう/~てしまった/~てしまいます/etc. | -te shimau / -te shimatta / -te shimaimasu / etc. | ~ちゃう/~ちゃった/~ちゃいます/etc. | -chau / -chatta / -chaimasu / etc. |
| ~でしまう/~でしまった/~でしまいます/etc. | -de shimau / -de shimatta / -de shimaimasu / etc. | ~じゃう/~じゃった/~じゃいます/etc. | -jau / -jatta / -jaimasu / etc.    |
| ~ては                                    | -te wa                                            | ~ちゃ                              | -cha                               |
| ~では                                    | -de wa                                            | ~じゃ                              | -ja                                |
| ~なくては                                | -nakute wa                                        | ~なくちゃ                          | -nakucha                           |

* Diese Abkürzung wird nie im freundlichen Umgangston genutzt, um zu vermeiden, dass es Verwechslungen zwischen ikimasu (geh) und kimasu (komm) gibt.
Die Endung ~なければ (-nakereba) kann zu ~なきゃ (-nakya) verkürzt werden, wenn sie genutzt wird, um auf Pflichten hinzuweisen. Sie wird häufig mit Hilfsverben genutzt. So heißt 行かなきゃ（いけない (ikanakya (ikenai)) zum Beispiel „Ich muss gehen“.
Manchmal werden Verkürzungen auch genutzt, um neue Worte zu bilden:
- Das Wort 何か (nanika) „etwas“ wird zu なんか (nanka) verkürzt und ist dann ein umgangssprachliches Wort, was so viel wie „gewissermaßen“ bedeutet, aber auch als Füllwort ohne Bedeutung genutzt werden kann.
- じゃない (ja nai) „Ist nicht“ verkürzt zu じゃん (jan) ist eine Floskel, die das Ende einer Rede oder eines Statements anzeigt.
- Das allgemeinhin genutzte Phrase という (to iu) wird oft zu ~って/~て/~っつー (-tte/-te/-ttsū) gekürzt, um ein informelleres Gefühl zu vermitteln.
- Die Wörter だ (da) und です (desu) sind ältere Verkürzungen, die von である (de aru) und でございます (de gozaimasu) stammen. Diese Wörter sind vollkommen in die Sprache integriert und gelten nicht mehr als Schmelzwörter. Trotzdem wird in der formellen Schriftsprache teilweise である (de aru) anstatt von だ (da) genutzt.

Unterschiedliche Japanische Dialekte nutzen oft Verschmelzungen, die allerdings nur innerhalb der einzelnen Dialekte verstanden werden.